# Ким Джон Хван
Ким Джон Хван (кор. 김정환; род. 2 сентября 1983 года) — южнокорейский фехтовальщик на саблях, двукратный олимпийский чемпион в командном первенстве (2012 и 2020), многократный чемпион мира, Азии и Азиатских игр. Один из самых успешных азиатских фехтовальщиков в истории.
Родился в 1983 году в Сеуле. В 2009 году в Дохе впервые стал чемпионом Азии. В 2012 году на Олимпийских играх в Лондоне завоевал золотую медаль. В 2013 году стал бронзовым призёром чемпионата мира. В 2014 году стал серебряным призёром чемпионата мира и обладателем золотой и серебряной медалей Азиатских игр. В 2017 году южнокорейский саблист впервые стал чемпионом мира, победив в командном первенстве, а через год Ким Джон Хван в первый раз выиграл личный турнир на чемпионате мира и завоевал золотую медаль в командных соревнованиях. На Олимпийских играх 2020 года в Токио Ким стал чемпионом в командном первенстве, а также завоевал бронзу в личном турнире саблистов. В 2022 году в Каире четвёртый раз стал чемпионом мира, победив в командном первенстве.
На чемпионатах Азии в 2007—2022 годах Ким завоевал 21 медаль, включая 10 золотых (из них три — в личном первенстве в 2009, 2015 и 2016 годах).

## Государственные награды
- Орден «За спортивные заслуги» 1 класса Республики Корея — орден Синего дракона (15 октября 2016)[2]